# Dichagyris melanura
Dichagyris melanura ist ein Schmetterling (Nachtfalter) aus der Familie der Eulenfalter (Noctuidae).

## Merkmale

### Falter
Die Flügelspannweite der Falter beträgt 33 bis 36 Millimeter. Als Grundfarbe der Vorderflügeloberseite herrschen weißliche bis blass gelbliche Tönungen vor. Das Saumfeld ist schwarzbraun gefärbt. Innere und äußere Querlinie werden aus einer Reihe schwarzer Punkte gebildet. Am Vorderrand sind vier schwarze Flecke erkennbar. Die Hinterflügeloberseite schimmert in der Basalregion weißlich und geht im Saumfeld in graue Schattierungen über.

### Ei, Raupe, Puppe
Die ersten Stände sind noch nicht beschrieben.

### Ähnliche Arten
- Dichagyris imperator ist mit einer Flügelspannweite von 34 bis 50 Millimetern größer, meist intensiver gefärbt und zeigt deutlicher ausgeprägte Querlinien.
- Bei Dichagyris rhadamanthys ist die Vorderflügeloberseite hell grauweiß. Die Art kommt nur auf der Insel Kreta vor, sodass es keine geographische Überlappung zu Dichagyris melanura gibt.

## Verbreitung und Lebensraum
Dichagyris melanura kommt im östlichen Mittelmeerraum, in Armenien, Russland, Syrien, Libyen, im Iran und Irak, in der Türkei und im Kaukasus vor. Die Art besiedelt bevorzugt offenes, warmes Gelände.

## Unterarten
Neben der auf dem Gebiet des ehemaligen Jugoslawien vorkommenden Nominatform Dichagyris melanura melanura sind weitere Unterarten bekannt:
- Dichagyris melanura albida (Caradja, 1931), Rumänien, Bulgarien
- Dichagyris melanura dufayi Moberg & Fibiger, 1990, Griechenland
- Dichagyris melanura vera, im asiatischen Verbreitungsgebiet

## Lebensweise
Die Falter sind nachtaktiv, fliegen zwischen Juni und August und besuchen künstliche Lichtquellen sowie Köder. Weitere Daten zur Lebensweise müssen noch erforscht werden.